# Bolivia, North Carolina
Bolivia är administrativ huvudort i Brunswick County i North Carolina. Orten har fått sitt namn efter det sydamerikanska landet. Bolivia hade 143 invånare enligt 2010 års folkräkning. Southport var countyhuvudort fram till år 1977 då huvudorten flyttades till Bolivia.